# Luis Haquín
Luis Fernando Haquín López (* 15. listopadu 1997, Santa Cruz de la Sierra) je bolivijský profesionální fotbalista, který hraje za brazilský Ponte Preta, v kterém je na hostování z Deportiva Cali, jako střední obránce. Hraje za bolivijskou reprezentaci, které je kapitán.